# Тимошинин, Константин Викторович
Константин Викторович Тимошинин — гвардии рядовой Вооружённых Сил Российской Федерации, участник антитеррористических операций в период Второй чеченской войны, погиб при исполнении служебных обязанностей во время боя 6-й роты 104-го гвардейского воздушно-десантного полка у высоты 776 в Шатойском районе Чечни.

## Биография
Константин Викторович Тимошинин родился 8 января 1976 года в городе Петродворце Ленинградской области. До призыва в армию жил в городе Стрельне, окончил среднюю школу № 421, а затем электромеханический техникум железнодорожного транспорта имени А. С. Суханова. 10 июня 1999 года Тимошинин был призван на службу в Вооружённые Силы Российской Федерации Петродворцовским районным военным комиссариатом Ленинградской области. Получил военную специальность стрелка-оператора, после чего был направлен для дальнейшего прохождения службы в 6-ю роту 104-го гвардейского воздушно-десантного полка.
С началом Второй чеченской войны в составе своего подразделения гвардии рядовой Константин Тимошинин был направлен в Чеченскую Республику. Принимал активное участие в боевых операциях. С конца февраля 2000 года его рота дислоцировалась в районе населённого пункта Улус-Керт Шатойского района Чечни, на высоте под кодовым обозначение 776, расположенной около Аргунского ущелья. 29 февраля — 1 марта 2000 года десантники приняли здесь бой против многократно превосходящих сил сепаратистов — против всего 90 военнослужащих федеральных войск, по разным оценкам, действовало от 700 до 2500 боевиков, прорывавшихся из окружения после битвы за райцентр — город Шатой. Вместе со всеми своими товарищами он отражал ожесточённые атаки боевиков Хаттаба и Шамиля Басаева, не дав им прорвать занимаемые ротой рубежи. В том бою гвардии рядовой Константин Викторович Тимошинин погиб с оружием в руках. Погибли также ещё 83 его сослуживца.
Указом Президента Российской Федерации гвардии рядовой Константин Викторович Тимошинин посмертно был удостоен ордена Мужества.

## Память
- Мемориальная доска в память о Тимошинине установлена на здании школы, где он учился[4].
- В память о Тимошинине в Стрельне на базе школы, где он учился, регулярно проводятся памятные мероприятия[5].